# دینیک جاگران
دِینیک جاگران (به هندی: दैनिक जागरण) پرمخاطب‌ترین روزنامهٔ هندی است که به زبان هندی منتشر می‌شود. دینیک جاگران با بیش از ۱۵ میلیون خواننده، پرخواننده‌ترین روزنامه در هند و یکی از پرخواننده‌ترین روزنامه‌ها در جهان است.
روزنامهٔ دینیک جاگران متعلق به گروه رسانه‌ای جاگران پراکاشان لیمیتد است که سهام آن در بورس اوراق بهادار بمبئی و بورس اوراق بهادار ملی هند عرضه می‌شود. جاگران پراکاشان لیمیتد همچنین صاحب‌امتیاز میددی (از ۲۰۱۰) و نای‌دونیا (از ۲۰۱۲) است.

## تاریخچه
دینیک جاگران در ۱۹۴۲ میلادی توسط انقلابی مبارز آزادی، پوران چاندرا گوپتا، در جریان جنبش هند را ترک کنید (بخشی از جنبش استقلال‌طلبی هند) بنیان‌گذارده شد. هدف آن «بازتاب صدای آزاد مردم» بود. نخستین نسخه در سال ۱۹۴۲ در شهر جانسی، و دومین نسخه در ۱۹۴۷ میلادی در بوپال منتشر گردید. کم‌کم نسخه‌های محلی بیشتری در ایالت‌های دیگر هند منتشر شدند.
امروزه دینیک جاگران پرفروش‌ترین روزنامهٔ هند است که در ۳۷ نسخه و در بیش از ۲۰۰ نسخهٔ محلی در ۱۱ ایالت هند منتشر می‌شود؛ که عبارتند از: اوتار پرادش، اوتاراکند، پنجاب، هاریانا، بهار، جارکند، هیماچال پرادش، مادیا پرادش، دهلی، جامو و کشمیر و بنگال غربی.